# Happyland
Happyland är Amanda Jenssens andra album. Det släpptes den 28 oktober 2009 på Epic Records. Producenter är Amanda Jenssen och Pär Wiksten. I december 2009 släpptes skivan även i en vinylutgåva. Albumet debuterade på Sverigetopplistan med #3, vilket också blev dess bästa placering.
Titelspåret släpptes som singel. Albumet blandar snabbare låtar med ballader, och i flera av låtarna förekommer bleckblås och orkestrala arrangemang. Jenssen och Wiksten tilldelades 2009 års Grammis i kategorin "Årets kompositör" för albumet. Låten låg på Svensktoppen i 51 veckor.

## Låtlista
Alla låtar är skrivna och komponerade av Amanda Jenssen om ingenting annat anges. 
| Nr           | Titel             | Musik                        | Längd |
| ------------ | ----------------- | ---------------------------- | ----- |
| 1.           | Happyland         | Amanda Jenssen & Pär Wiksten | 03:32 |
| 2.           | Save Me for a Day | Amanda Jenssen & Pär Wiksten | 02:50 |
| 3.           | Autopilot         | Amanda Jenssen & Pär Wiksten | 03:03 |
| 4.           | Morning Light     |                              | 03:08 |
| 5.           | Our Time          | Amanda Jenssen & Pär Wiksten | 03:09 |
| 6.           | Sing Me to Sleep  |                              | 02:16 |
| 7.           | The Rebounder     |                              | 02:33 |
| 8.           | The End           | Amanda Jenssen & Pär Wiksten | 03:10 |
| 9.           | Charlie           | Amanda Jenssen & Pär Wiksten | 03:12 |
| 10.          | Common Henry      |                              | 02:52 |
| 11.          | Borderline        |                              | 02:44 |
| 12.          | I Choose You      | Amanda Jenssen & Pär Wiksten | 04:03 |
| Total längd: | Total längd:      | Total längd:                 | 36:32 |